# Miasto Metković
Miasto Metković (chorw. Grad Metković) – jednostka administracyjna w Chorwacji, w żupanii dubrownicko-neretwiańskiej. W 2011 roku liczyła 16 788 mieszkańców.

## Miejscowości
W skład jednostki wchodzą następujące miejscowości:
- Dubravica
- Glušci
- Metković
- Prud
- Vid